# Charlie Dunbar Broad
Pour les articles homonymes, voir Broad.
Charlie Dunbar Broad dit C. D. Broad, né le 30 décembre 1887 à Harlesden (aujourd'hui quartier de Londres) et mort le 11 mars 1971 à Cambridge, est un philosophe et historien de la philosophie britannique.

## Biographie
Après une formation scientifique, il se dirige vers des études de philosophie à Trinity College (Cambridge), et devient professeur de philosophie morale de l'université de Cambridge en 1933. Également intéressé par les questions métaphysiques et épistémologiques, son ouvrage The Mind and Its Place in Nature publié en 1925 marquera l'histoire de l'émergentisme britannique.

## Œuvres
- (en) Scientific Thought, Londres, Kegan Paul, Trench, Trubner & Co, Ltd., 1923 (lire en ligne).
- (en) The Mind and Its Place in Nature, Londres, Routledge & Kegan Paul, 1925 (BNF 37419531) [PDF][lire en ligne (page consultée le 23 juin 2014)].